# Ивановский, Павел Иванович
Павел Иванович Ивановский (3 ноября 1898 года — 29 декабря 1939) — участник советско-финской войны 1939—1940 годов, командир разведывательной роты 462-го стрелкового полка 168-й стрелковой дивизии 15-й армии, старший лейтенант, Герой Советского Союза.

## Биография
Павел Ивановский родился в селе Тарногский Городок (современный Тарногский район Вологодской области) в семье священнослужителя. Русский.
Окончил гусарское юнкерское училище в 1917 году. В годы Гражданской войны являлся командиром Красной Армии, затем жил и работал в Ленинграде.
В 1939 году снова призван в ряды Красной Армии, участвовал в советско-финской войне 1939—1940 годов. Командир разведывательной роты 462-го стрелкового полка (168-я стрелковая дивизия, 15-я армия) старший лейтенант Павел Ивановский совершил геройский подвиг в бою 29 декабря 1939 года. Его рота отразила несколько контратак противника, Павел Ивановский погиб на поле боя.
Похоронен в братской могиле в городе Питкяранта (Карелия).

## Награды
- Указом Президиума Верховного Совета СССР от 20 мая 1940 года «за образцовое выполнение боевых заданий командования на фронте борьбы с финской белогвардейщиной и проявленные при этом отвагу и геройство» старшему лейтенанту Ивановскому Павлу Ивановичу было посмертно присвоено звание Героя Советского Союза[1].
- Награждён орденом Ленина.